# Рахеб
Рахеб, салат ченця (Salata el-raheb) — салат арабської кухні з помідорів та баклажанів. Назва перекладається як салат ченця. Подають як частину мезе.

## Приготування
Один великий чи два маленьких баклажани чистять, нарізують скибочками і солять, залишають поки він не виділить рідину. Тим часом нарізують овочі (4 помідори, зелений перець, пучок зеленої цибулі, одну маленьку цибулину) невеликими кубиками, подрібнюють петрушку і перекладають до салатника. Нарізують часник і розтирають в ступці з домішкою солі. Перекладають часник в миску і готують заправку: наливають лимонний сік, оливкову олію і гранатову патоку і перемішують. Баклажани підсушують, поливають оливковою олією, та готують в духовці, поки вони не розм'якнуть. Запечені баклажани подрібнюють і додають до салату.